# Acer diffusum
Acer diffusum é uma espécie de árvore do gênero Acer, pertencente à família Aceraceae.